# 罗德里戈·派尚·梅斯基塔
 罗德里戈·派尚·梅斯基塔（Rodrigo Paixão Mesquita，1985年3月4日—），又称为罗德里戈·保利斯塔（Rodrigo Paulista），是一名巴西职业足球运动员，现效力于中国足球超级联赛球队哈尔滨毅腾。

## 职业生涯
罗德里戈曾效力巴甲球队國際、费古埃伦斯、阿美利加納泰等。
2009年， 罗德里戈加盟中甲球队沈阳东进。他在2009赛季打进11球，位列中甲射手榜第四位。2010赛季罗德里格加盟另一支中甲球队安徽九方，但在赛季中和球队提前解约。
2011年，他回到巴西，加盟卡西亚斯。2012年再次来到中国，加盟中甲联赛升班马哈尔滨毅腾。